# Le Cateau-Cambrésis
Le Cateau-Cambrésis é uma comuna do departamento do Norte, na região de Altos da França, na França. Segundo censo de 2009, a comuna tem uma população de 7 143 habitantes. É a cidade natal do pintor Henri Matisse (1869-1954). Possui muitos hotéis, pois recebe muitos visitantes.